# Аризема улугурская
Аризе́ма улугурская (лат. Arisaema ulugurense) — многолетнее клубневое травянистое растение, вид рода Аризема (Arisaema) семейства Ароидные (Araceae).
Вид назван по месту произрастания: горный массив Улугуру в Танзании.

## Ботаническое описание
Травянистые растения до 100 см высотой.
Клубень сжато-шаровидный, 3—4 см в диаметре.

### Листья
Листьев один — два. Черешки вложенные во влагалища, формирующие ложный стебель от зелёного до коричневато-красного, со свободной верхушечной частью 30—34 см длиной. Листовая пластинка пальчатораздельная, в очертании округлая, из 6—8 листочков; листочки почти равные по размеру, от широкоэллиптических до овальных, 10—20(38) см длиной, 4—8(13) см шириной, на вершине заострённые, в основании клиновидные.

### Соцветия и цветки
Соцветие почти равное листьям. Покрывало 16—28 см длиной. Трубка от цилиндрической до обратноконической, сверху несжатая, 5—5,8 см длиной и 2,5—3 см в диаметре, от бледно-зелёной до белой, иногда с красными пятнами. Пластинка широкоовальная, длиннозаострённая, в устье широкооухообразная, с закрученными краями, 11—20 см длиной, 5—8 см шириной, длиннее трубки, тускло-зелёная, темнее трубки.
Початок однополый, 8—10,5 см длиной, длиннее трубки покрывала. Стерильный придаток булавовидно-цилиндрический, 5—7 см длиной, 0,5—1,2 см в диаметре, округлённый на вершине, в основании усечённый и на ножке 4—8 мм длиной, бледно-зелёный. Мужской початок более-менее сидячий, репродуктивная зона цилиндрическая, 2,5—3,5 см длиной, 0,5—0,8 см в диаметре, цветки редкие. Мужской цветок состоит из 1—3 тычинок; пыльники, вскрывающиеся полукруглым, более-менее наклонным верхушечным разрезом.

### Плоды
Соплодие 9 см длиной и 4 см в диаметре. Плоды — полушаровидные ягоды около 1 см в диаметре, с 1—3 семенами, сначала оранжевые, затем красные.
Семена полушаровидные, 5—6 мм в диаметре.

## Распространение
Встречается в Африке (Танзания, горная цепь Улугуру).
Растёт в лесах и на горных вершинах, на высоте 2000—2200 м над уровнем моря.